# Metoeca foedalis
Metoeca foedalis là một loài bướm đêm trong họ Crambidae.